# نهائي كأس فرنسا 1943
نهائي كأس فرنسا 1943 هي المباراة النهائية من منافسة كأس فرنسا 1942–43 ‏، أقيمت المباراة في 22 مايو 1943، في ملعب أولمبيك دي كولومب، بين فريقي أولمبيك مارسيليا، وجيروندان بوردو، وفاز فيها أولمبيك مارسيليا، بعد أن هزم جيروندان بوردو، بنتيجة 4 - 0، وكان حكم المباراة Victor Sdez ‏، وحضر المباراة 32212 شخصاً.

## تفاصيل المباراة
لعبت المباراة النهائية في 22 مايو 1943.
| أولمبيك مارسيليا                                                                     | 4 -0 | جيروندان بوردو |
| ------------------------------------------------------------------------------------ | ---- | -------------- |
| ايمانويل أثنار 32 ' · Georges Dard ‏ 56 ' · ايمانويل أثنار 62 ' · Félix Pironti ‏ 78 ' |      |                |